# Saint-Pierre-en-Faucigny
Saint-Pierre-en-Faucigny este o comună în departamentul Haute-Savoie din sud-estul Franței. În 2009 avea o populație de 5.860 de locuitori.

## Evoluția populației
| An        | 1975  | 1982  | 1990  | 1999  | 2006  | 2009  |
| --------- | ----- | ----- | ----- | ----- | ----- | ----- |
| Populație | 2.701 | 3.088 | 3.787 | 5.053 | 5.601 | 5.860 |